# Tramvajová doprava v Bratislavě
Tramvajová doprava tvoří páteř MHD v Bratislavě, hlavním městě Slovenska. Jedná se o středně velkou tramvajovou síť, rozchod kolejí činí 1000 mm. Délka tratí je 45,4 km, síť má 161 zastávek .

## Historie

### Počátky (1893–1905)
V 60. letech 19. století se objevily v ulicích tehdy uherského Prešpurku první omnibusy. Na začátku 90. let téhož století zažádal Alexander Werner, rakouský inženýr, o povolení vybudovat systém koňky. Nakonec však svou žádost změnil tak, že animální trakci nahradil elektrickou. Té bylo vyhověno, a tak Bratislava tedy otevřela svoji první tramvajovou linku. Stalo se tak 27. srpna 1895, dříve než např. v Praze (vyjma Křižíkovy dráhy na Letné) a mnoha dalších českých, ale i jiných, městech. Existovala hlavní trať, z níž vedlo mnoho odboček. Jezdilo se od dnešního Nového mostu až k Hodžovu náměstí. V provozu bylo tehdy 5 motorových vozů, které byly poháněné proudem pod napětím 550 V, a 4 vozy vlečné. Tramvaje pocházely z dílny budapešťské společnosti Ganz.
I nedlouho po otevření se stále pokračovalo na výstavbě nových úseků. Již v září 1895 bylo otevřeno prodloužení k hlavnímu nádraží, celá trať tak měřila více než 3 km. V lednu roku následujícího bylo rovněž zprovozněno několik dalších tratí. Během tohoto roku mezitím zanikla omnibusová doprava, obsluhující město přes třicet let.
Jak se tramvajová síť postupně rozvíjela, začaly se objevovat i různé problémy. Nejprve s vlastnictvím, když původního dopravce, firmu Lindheim a spol. vytlačila uherská Részvénytársaság villamos és közlekedési vállalatok számára (Účastnická společnost pro elektrické a dopravní podniky). Nějakou dobu si vedení elektrické dráhy pohrávalo i s možností zavést tramvajovou dopravu do Petržalky – sem byla nakonec tramvajová trať skutečně zavedena, ale až později, a v roce 1961 pak opět zrušena a na jih Bratislavy jezdily pouze autobusy. Trať byla znovu otevřena po rekonstrukci starého mostu v roce 2016.

### 1906–1938: rozvoj
V prvním desetiletí 20. století se zavedlo označení linek písmeny, u tramvají se objevily lyrové sběrače; dodávány byly vozy typu Ganz. Zahájen byl rovněž i provoz trolejbusů.
Velké změny nastaly rovněž i po vzniku Československa; začaly probíhat velmi rozsáhlé rekonstrukce. Byl rovněž zaveden pásmový tarif, jeho maximální sazby město regulovalo. Uvažovalo se též i o změně rozchodu na 1435 mm, k tomu však nebyl dostatek finančních prostředků a navíc se to nesetkalo s kladným ohlasem u veřejnosti (dodnes je celá síť úzkorozchodná). Ke konci 20. let se rozjely první městské autobusy.

### 1939–1945: druhá světová válka
Po vypuknutí války byly prudce zvýšeny nároky na dopravu, což pocítila i ta tramvajová. Aby tuto situaci podnik zvládl, zavedl některá optimalizační a úsporná opatření, například byly zrušeny noční spoje po 22. hodině. V roce 1942 také skončily lyrové sběrače, které se až do této doby používaly v mnoha městech. Nahradily je klasické pantografy. O další dva roky později se zavedlo označení linek tramvají i jiných druhů dopravy místo písmen čísly. Těsně před osvobozením města Rudou armádou v roce 1945 byla veškerá veřejná doprava, včetně kolejové, ve městě zastavena. Po osvobozování se ihned začalo s odstraňováním škod, zničeno však bylo okolo 90 % trolejového vedení a i kolejnice utrpěly těžká poškození. Od 14. června však již všechny tehdy tři linky úspěšně jezdily, u dalších druhů dopravy se obnova protáhla až do roku 1946.

### 1946–1980: budování socialismu

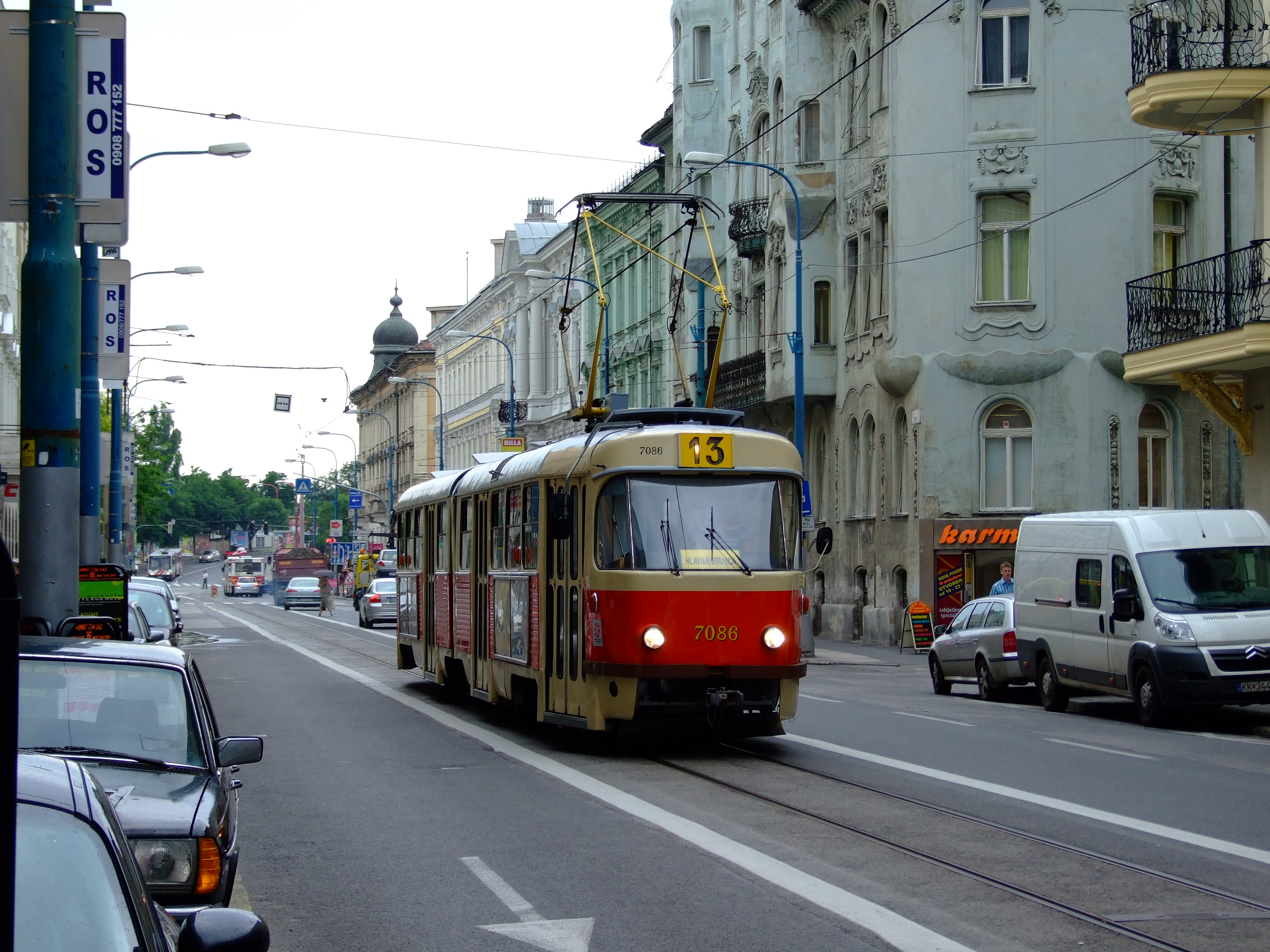
Bratislavská tramvaj typu K2 na Štúrově ulici

První vlaštovkou po mnoha letech strádání byla dodávka nových tramvají roku 1949, jednalo se o předchůdce tramvají typu 6MT, které se objevily pak na začátku let padesátých (známé jsou například z Teplic). V této době také došlo rovněž i ke zdvoukolejnění tramvajové trati z Karlovy Vsi k Dynamitce, a tudíž zanikl poslední z jednokolejných tramvajových úseků. Od roku 1952 se zvýšil počet tramvajových linek celkem na pět; v padesátých letech došlo ještě k zavedení linky šesté a k vybudování vozovny Jurajov Dvor. Rovněž vzhledem k měnové reformě v roce 1953 musel být upraven i celý tarif. 8. srpna 1957 se objevil v ulicích Bratislavy navíc ještě druhý prototyp tramvaje typu Tatra T2, což znamenalo postupný zánik starých dvounápravových vozů. O rok později byla ve vlastních dílnách Dopravního podniku vyrobena poslední dvounápravová tramvaj v Československu.
V 60. letech se začaly rovněž do provozu nasazovat i tramvaje typů Tatra T3 (základ současného vozového parku) a Tatra K2, které až do roku 2014 tvořily (nejsou-li započítány jejich modernizace) jediný typ kloubových tramvají ve městě.
O dalších deset let později se začínají objevovat již první nástiny tzv. nosného systému, čili nejprve tramvajové rychlodráhy, a později klasického metra sovětského typu. Výhledově se počítalo s tím, že celé okolí hlavního města SSR bude mít přes milion obyvatel. Roku 1973 začala sloužit tramvajovému provozu také vozovna Krasňany.
Stejně jako v Praze, i v Bratislavě nakonec došlo k zavedení jednotného a nepřestupného tarifu s cenou 1 Kčs, pouze téměř o dva roky později – 1. dubna 1976.

### 1980–2006: rozvoj elektrické trakce a čekání na metro

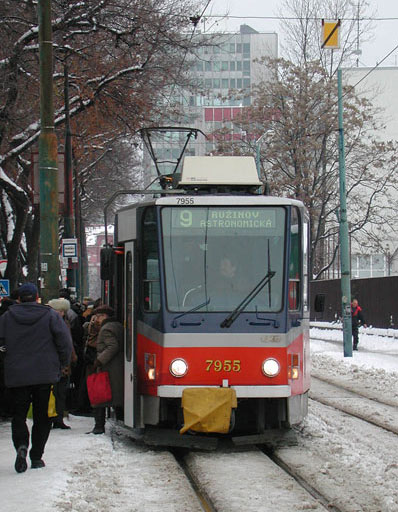
Tramvaj T6A5 na Miletičové ulici

Ropná krize z roku 1973 naprosto změnila pohled na elektrickou trakci takřka v celém světě. I v tehdejším Československu se skončilo s jejím utlumováním, a rozhodlo se budovat nové tratě i nakupovat nová vozidla. V letech 1981–1983 byl původně silniční tunel pod Hradním vrchem přestavěn na tunel tramvajový. Na právě dokončená sídliště se otevíraly tratě rychlodrážního charakteru (Rača, 1988). V témže roce byl ukončen provoz tramvají typu Tatra T2 a začalo se i se stavbou metra, která však byla rok nato zastavena.
90. léta se do historie tramvajové dopravy v Bratislavě zapsala modernizacemi původního vozového parku (K2S, T3G, T3Mod a podobně), a ze začátku také i tramvajemi zcela novými – typem Tatra T6A5 (dodávané mezi lety 1991 až 1997). V této době však tramvajová síť již začíná být velmi přetížená; a to jak z důvodu finančních úspor a tudíž prodlužování intervalů, tak z důvodu toho, že metro – či jakýkoliv velkokapacitní dopravní systém – nebyl zatím vybudován.
V roce 2002 byly plány na výstavbu metra zrušeny. Jako náhrada měla být od roku 2007 vybudována rychlodrážní tramvajová trať do Petržalky, k čemuž však došlo až později. Poté měly být vybudovány rychlodráhy do Devínské Nové Vsi, Vajnor, Prievozu, Vrakuně, Mlynské doliny apod.

### Od roku 2007

Bratislavská tramvajová síť v roce 2012 při opravě tunelu

V letech 2009 a 2010 proběhla za kompletního vyloučení dopravy rekonstrukce tramvajového tunelu pod Bratislavským hradem, jím vedené linky byly přesměrovány na náhradní trasy. Dalších oprav, kdy byl rovněž pro dopravu uzavřen, se dočkal kvůli sanaci prasklin v ostění v letech 2012–2013.
Od 2. listopadu 2011 byl po předchozích omezováních rychlosti kvůli havarijními stavu trati zastaven provoz na celém úseku Radlinského – Hlavná stanica, neboť ten nebyl od své výstavby v roce 1981 opravován. V souvislosti s tím následovala výrazná úprava linkového vedení, při které byly, mimo jiné, zrušeny čtyři ze třinácti tramvajových linek. Náhradní autobusová doprava byla směřována z Hlavné stanice na Kollárovo námestie, tedy mimo směr původní tramvajové tratě, navíc byla zavedena až na začátku ledna 2012. Provoz byl obnoven 11. listopadu 2014.
V letech 2013–2015 byla postavena první etapa tratě na Petržalku (délka 2,4 km), která začíná na křižovatce Štúrova – Jesenského, vede přes zrekonstruovaný Starý most a po estakádách pokračuje k Bosákově ulici, za kterou je vybudována dočasná úvraťová konečná Jungmannova. Provoz na trati byl zahájen 8. června 2016. Úsek byl postaven se dvěma rozchody kolejí. Kromě běžného bratislavského rozchodu 1000 mm byla trať osazena i kolejnicemi s normálním rozchodem 1435 mm, což vycházelo z předpokladu možného budoucího provozu vlakotramvají či přerozchodování celé bratislavské tramvajové sítě.
V prosinci 2019 přistoupil Dopravný podnik Bratislava k reorganizaci tramvajových linek, snížení jejich počtu z devíti na pět a zkrácení jejich intervalů.
V listopadu 2021 byla zahájena stavba druhé etapy tratě na Petržalku o délce 3,9 km, vedoucí skrze celé sídliště. Na trati je sedm zastávek a koncová smyčka Janíkov dvor, oproti první etapě byl úsek stavěn již pouze s rozchodem 1000 mm. Trať byla zprovozněna v červenci 2025. Vedle smyčky Janíkov dvor byla postavena také čtyřkolejná hala denního ošetření pro noční odstavování 12 tramvají. V rámci výstavby tratě byly na konci roku 2021 zbořeny objekty nedostavěného depa metra Janíkov dvor.

## Vozový park
Vozový park tramvajové dopravy v Bratislavě tvoří různé typy tramvají, existuje také mnoho modernizací. Městský nátěr je červený, přesto ale spoustu tramvají má původní červeno-krémový, červeno-modro-stříbrný, anebo reklamní.
| Obrázek    | Typ        | Modifikace a podtypy | Dodávky v letech (celkové dodávky) | Počet (k 28. 7. 2025) |
| ---------- | ---------- | -------------------- | ---------------------------------- | --------------------- |
| Tatra T3   | Tatra T3   | Tatra T3G            | 1993–1997 (1993–1997)              | 12                    |
| Tatra T3   | Tatra T3   | Tatra T3M            | 1997 (1997)                        | 4                     |
| Tatra T3   | Tatra T3   | Tatra T3S            | 1999 (1999)                        | 2                     |
| Tatra T3   | Tatra T3   | Tatra T3AS           | 2001 (2001)                        | 1                     |
| Tatra T3   | Tatra T3   | Tatra T3Mod          | 2001 (2001)                        | 1                     |
| Tatra T3   | Tatra T3   | Tatra T3R.P          | 2003–2006 (2003–2006)              | 22                    |
| Tatra T3   | Tatra T3   | Tatra T3R.PV         | 2005–2014 (2005–2014)              | 1                     |
| Tatra K2S  | Tatra K2   | Tatra K2S            | 1971–2009 (1969–2009)              | 27                    |
| Tatra K2S  | Tatra K2   | Tatra K2G            | 1983 (1983)                        | 1                     |
| Tatra T6A5 | Tatra T6A5 | Tatra T6A5           | 1991–2006 (1991–2006)              | 58                    |
| Škoda 30T  | Škoda 30T  | Škoda 30T            | 2014–2024 (2014–2024)              | 40                    |
| Škoda 29T  | Škoda 29T  | Škoda 29T            | 2015–2023 (2015–2023)              | 50                    |

V roce 2013 podepsal Dopravný podnik Bratislava se Škodou Transportation kontrakty na dodávku nízkopodlažních tramvají ForCity Plus, které byly dodány do roku 2015. Jednalo se o 15 kusů jednosměrného typu Škoda 29T a 15 kusů obousměrných vozů typu Škoda 30T. První tramvaj 30T byla v Bratislavě slavnostně představena 6. listopadu 2014 (do města byla přivezena několik dní předtím). Následně DPB uplatnil opci na dalších 15 vozidel od každého typu.

## Vozovny
- Vozovna Jurajov dvor (Depo Jurajov Dvor)
- Vozovna Krasňany (Depo Krasňany)